# John Vernon Henry
John Vernon Henry oder John Vernor Henry (* 1767; † 22. Oktober 1829) war ein US-amerikanischer Jurist und Politiker.

## Werdegang
John V. Henry, Sohn von Elizabeth Vernor und Robert Henry, wurde während der Regierungszeit von König Georg III. geboren. Über seine Jugendjahre ist nichts bekannt. Er studierte Jura und begann nach dem Erhalt seiner Zulassung als Anwalt 1782 zu praktizieren. Seine Studienzeit war vom Unabhängigkeitskrieg überschattet. In der Folgezeit schloss er sich der Föderalistischen Partei an. Er saß von 1800 bis 1802 für das Albany County in der New York State Assembly. Während dieser Zeit war er von 1800 bis 1801 New York State Comptroller. 1801 nahm er als Delegierter an der Verfassunggebenden Versammlung von New York teil.
Er war mit einer Charlotte Seaton oder Charlotte Seton verheiratet. Ihre Schwester war die Ehefrau von seinem Bruder Robert R. Henry. John verstarb 1829 an den Folgen eines Schlaganfalls und wurde dann auf dem Albany Rural Cemetery in Menands (New York) beigesetzt.